# Reiner Merkel
Reiner Merkel (* 28. Januar 1952 in Wetzlar; † 6. Februar 2007 in Les Allues) war ein deutscher Manager und Bildchef der dpa. Er hat den Bildfunk in Deutschland populär gemacht.

## Leben
Reiner Merkel studierte an der Justus-Liebig-Universität Gießen. Nach Tätigkeiten u. a. beim Landessportbund Hessen wechselte er 1988 zur Deutschen Presse-Agentur (dpa) und wurde dort Chef der Bilderdienste. Er hatte wesentlichen Anteil am Aufbau der dpa-Töchter „global media services“ und „news aktuell“. Seit 2002 war er verantwortlich für den Aufbau der Bild-Plattform Picture Alliance, einer Plattform der sechs großen Bildagenturen akg-images, Bildagentur Huber, dpa-Bilderdienste, kpa photo archive, Okapia und Picture Press.
Zusammen mit dem Nationalen Olympischen Komitee für Deutschland und dem Organisationskomitee (OK) der FIFA WM 2006 initiierte er den Online-Bilderservice sowohl der Olympischen Spiele als auch der Weltmeisterschaft in Deutschland.
Merkel, der in Friedrichsdorf lebte, war zudem als Fotokünstler aktiv und präsentierte seine großformatigen Werke, zumeist aus Burano auf Ausstellungen. Er war verheiratet und hatte zwei Kinder; er verstarb überraschend beim Skifahren in den französischen Alpen.

## Schriften
als Herausgeber
- Sportwissenschaft in Hessen. Beiträge zum 40jährigen Bestehen des Landessportbundes. Landessportbund Hessen, Frankfurt/M. 1986 (u. a. zusammen mit Rainer Ballreich)
- Jugendjahre. Teens und Twens zwischen 1950 und 2000. Hatje Cantz Verlag, Ostfildern-Ruit 2002, ISBN 3-7757-9072-1 (Bildband zur Ausstellung „Teens und Twens zwischen 1950 und 2000“ im Historischen Museum der Pfalz, Speyer)